# Ван Ду
Ван Ду (кит. 王度, фр. Wang Du, 1956, Ухань, Китай, с 1990 живёт и работает в Париже, Франция) — современный художник, скульптор.

## Биография
- 1956 Родился в городе Ухань, провинция Хубэй, Китай.
- 1981—1985 Академия изобразительных искусств Кантона (Гуанчжоу).
- 1985—1990 Профессор изобразительных искусств, Политехнический университет Южного Китая, институт архитектуры.
- 1986—1990 Основатель и президент «Салона художников Южного Китая».
- 1990 Переезжает в Париж.
- 1997—2000 Профессор Universite Paris VIII и Школы изобразительных искусств Бреста, Франция.

## Творчество
- В своем творчестве Ван Ду как правило манипулирует образами, тиражируемыми средствами массовой информации. Художник часто создает скульптуры и инсталляции, используя фотографии и напечатанные изображения — будь то скульптура в виде смятого листка бумаги или огромная инсталляция из фотографий. Также Ван Ду, который изучал скульптуру в Китае в рамках академической традиции, преобразует двухмерные изображения из газет и журналов в трехмерные окрашенные скульптурные работы.
- Инсталляция Пространственно-временной туннель (2006) представляла собой 35-метровый туннель из газет, журналов и 66 телевизионных экранов, через который могли пройти посетители персональной выставки художника в Гейтсхеде.
- Работа Ван Ду, представленная на французском триеннале La Force de l’Art 02 в 2009, была создана в 2008 для персональной выставки художника в Китае. Международный кебаб — инсталляция в виде бумажной девятиметровой башни, представляющей собой гигантский кебаб. Несколько недель Ван Ду путешествовал по Китаю с камерой в руках, делая тысячи фотографий. Они были напечатаны и увеличены до размеров плаката, уложены друг на друга как куски мяса в кебабе. Посетителям выставки предлагалось залезть на строительные леса вокруг Международного кебаба и отрезать кусок произведения специально отведенными для этого ножами.

## Персональные выставки
| - 2008 Tang Contemporary, Пекин - 2008 Art & Public, Женева - 2008 Post-Réalité — B.P.S.22 — Espace de Création Contemporaine, Шарлеруа - 2007 Galerie Arnt&partner, Берлин - 2007 Aksanat, Стамбул - 2007 Galerie Laurent Godin, Париж - 2007 Transrealite — Kestner Gesellschaft Hannover, Ганновер - 2006 Пространственно-временной туннель, BALTIC The Centre for Contemporary Art, Гейтсхед | - 2006 Galerie Baronian-Francey, Брюссель - 2006 Tous les chemins mènent à Rome ou au contraire, Space Edicola Notte, Рим - 2006 Défilé, Musée de Picardie, Амьен - 2005 Yerba Buena Center for the Arts, Сан-Франциско - 2005 Galerie Laurent Godin, Париж - 2005 Vancouver Art Gallery, Ванкувер - 2004 Parade #4, Пале де Токио, Париж - 2004 Parade #3, les Abattoirs de Toulouse, Тулуза - 2004 Parade # 1, La Criée, Centre d’Art Contemporain, Ренн | - 2001 Disposable Reality — Rodin Gallery, Сеул - 2001 Défilé — Museum of Contemporary Art Chicago — MCA Chicago, Чикаго - 2000 Deitch Projects — 76 Grand Street, Нью-Йорк - 2000 Réalité Jetable — Le Consortium, Дижон - 1999 Art & Public, Женева |

## Публичные коллекции
- Ullens Center for Contemporary Art, Пекин
- FRAC — Limousin, Лимож
- FRAC — Rhône-Alpes, IAC — Institute d`art contemporain, Виллербанн